# Robert F. Dees

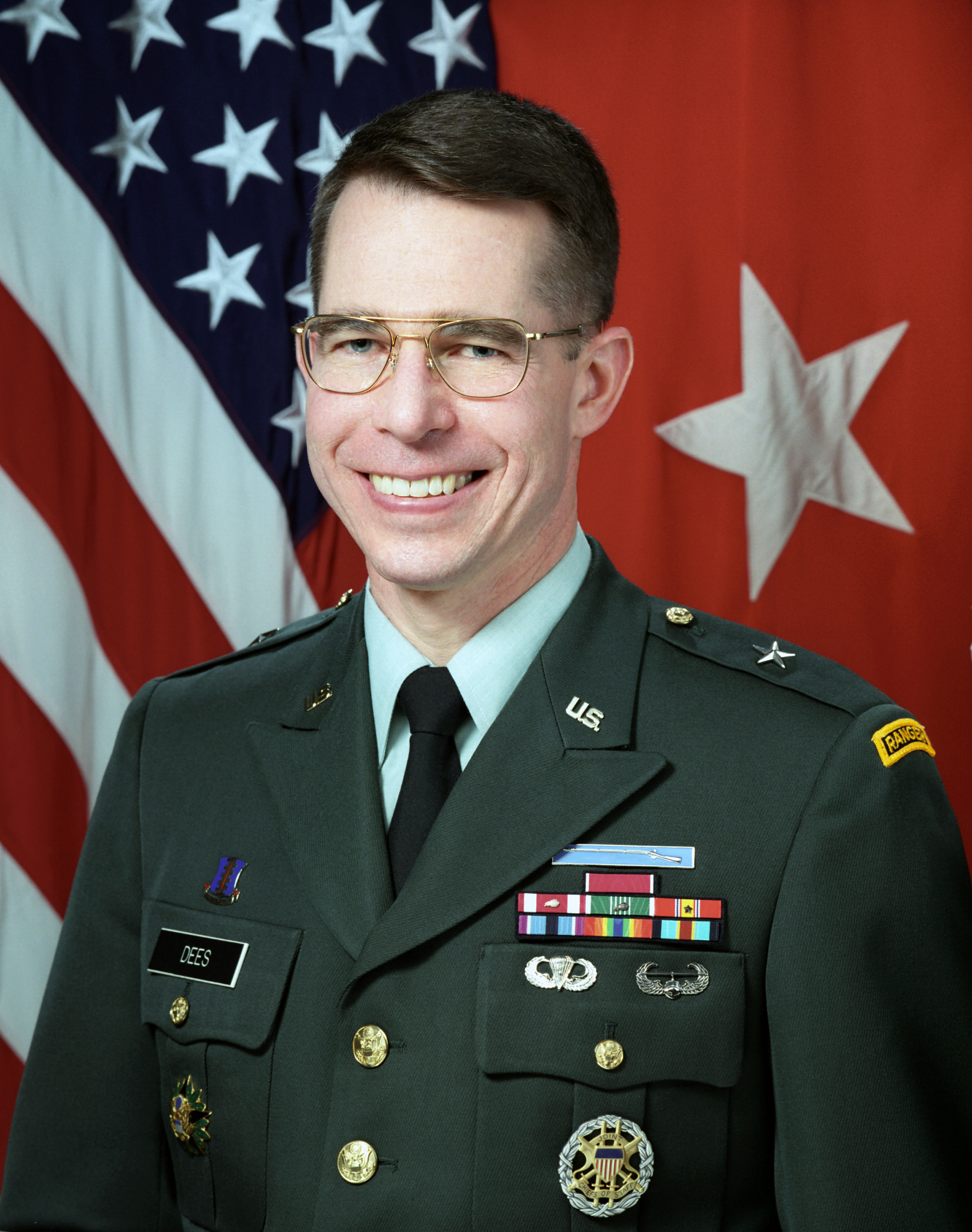
Robert F. Dees (1996)

Robert Frank Dees (* 2. Februar 1950 in Amarillo, Potter County, Texas) ist ein pensionierter Generalmajor der United States Army. Er war unter anderem Kommandeur der 2. Infanteriedivision.
In den Jahren 1968 bis 1972 durchlief Robert Dees die United States Military Academy in West Point. Nach seiner Graduation wurde er als Leutnant der Infanterie zugeteilt. In der Armee durchlief er anschließend alle Offiziersränge vom Leutnant bis zum Zwei-Sterne-General.
Im Lauf seiner militärischen Karriere absolvierte er verschiedene Kurse und Schulungen. Dazu gehörten unter anderem das Command and General Staff College, die Naval Postgraduate School, das Industrial College of the Armed Forces und das britische Royal College of Defence Studies in London.
In seinen jüngeren Jahren absolvierte er den für Offiziere in den niederen Rangstufen üblichen Dienst in unterschiedlichen Einheiten und Standorten. Dazu gehörten auch Aufgaben als Stabsoffizier in verschiedenen Hauptquartieren einschließlich  einer Verwendung im Stab des Verteidigungsministeriums.
Seine letzten drei militärischen Positionen waren Leiter der Stabsabteilung G3 (Operationalen) bei der 101. Luftlandedivision, Kommandeur der 2. Infanteriedivision in Südkorea (1998–2000) und stellvertretender Kommandeur des V. Korps, das ab 2002 nach Kuwait verlegt wurde. Gleichzeitig zu seiner Tätigkeit beim V. Korps war Dees auch Leiter der gemeinsamen amerikanisch-israelischen Taskforce zur Raketenabwehr (U.S.-Israeli Joint Task Force for Missile Defense). Am 1. Januar 2003 schied er aus dem aktiven Militärdienst aus.
Nach seiner Pensionierung war Robert Dees in den Jahren 2003 bis 2005 für die Firma Microsoft tätig. Danach wurde er Geschäftsführer einer Organisation, die sich um Kriegsrückkehrer mit traumatischem Stress kümmerte. Er verfasste eine Trilogie zum Thema militärische Belastungsfähigkeit (Resilience Trilogy) und wurde dann Mitglied im Institute for Military Resilience der Liberty University in Lynchburg in Virginia. Er tritt bis heute als Gastredner bei verschiedenen Anlässen auf und befasst sich hauptsächlich mit Veteranenangelegenheiten, der Nationalen Sicherheit der USA und dem Thema Belastungsfähigkeit der Soldaten.
Politisch gehört Dees der Republikanischen Partei an und vertritt im Wesentlichen deren Standpunkte. Bei der Präsidentschaftswahl in den Vereinigten Staaten 2016 war er Wahlkampfleiter des Kandidaten Ben Carson, der später seine Bewerbung zurückzog und Wohnungsbauminister unter Donald Trump wurde.

## Orden und Auszeichnungen
Robert Dees erhielt im Lauf seiner militärischen Laufbahn unter anderem die Army Distinguished Service Medal verliehen. 